# Tour de Francia 1955
El 42.º Tour de Francia se disputó entre el 7 de julio y el 30 de julio de 1955 con un recorrido de 4476 km. dividido en 22 etapas, la primera dividida en dos sectores.
Participaron 130 ciclistas repartidos en 13 equipos de 10 corredores de los que solo llegaron a París 69 ciclistas no logrando ningún equipo finalizar la prueba con todos sus integrantes.
En esta edición se introdujo la fhoto-finísh en las llegadas.
El vencedor cubrió la prueba a una velocidad media de 34,446 km/h.
Gracias a la victoria conseguida en la primera etapa Miguel Poblet se convirtió en el primer español en vestir el maillot amarillo.

## Etapas
| Etapa   | Fecha     | Recorrido                   | Distancia (km) | Ganador             | Líder           |
| ------- | --------- | --------------------------- | -------------- | ------------------- | --------------- |
| 1.ª (a) | 7 de jul  | Le Havre - Dieppe           | 216            | Miguel Poblet       | Miguel Poblet   |
| 1.ª (b) | 7 de jul  | Dieppe - Dieppe             | 13 (CRE)       | Holanda             | Miguel Poblet   |
| 2.ª     | 8 de jul  | Dieppe - Roubaix            | 204            | Antonin Rolland     | Wout Wagtmans   |
| 3.ª     | 9 de jul  | Roubaix - Namur             | 210            | Louison Bobet       | Wout Wagtmans   |
| 4.ª     | 10 de jul | Namur - Metz                | 225            | Willy Kemp          | Antonin Rolland |
| 5ª      | 11 de jul | Metz - Colmar               | 229            | Roger Hassenforder  | Antonin Rolland |
| 6..ª    | 12 de jul | Colmar - Zúrich             | 195            | André Darrigade     | Antonin Rolland |
| 7.ª     | 13 de jul | Zúrich - Thonon-les-Bains   | 267            | Jos Hinsen          | Wim Van Est     |
| 8.ª     | 14 de jul | Thonon-les-Bains - Briançon | 253            | Charly Gaul         | Antonin Rolland |
| 9.ª     | 15 de jul | Briançon - Mónaco           | 275            | Raphaël Géminiani   | Antonin Rolland |
| 10.ª    | 17 de jul | Mónaco - Marsella           | 240            | Lucien Lazaridès    | Antonin Rolland |
| 11.ª    | 18 de jul | Marsella - Aviñón           | 198            | Louison Bobet       | Antonin Rolland |
| 12.ª    | 19 de jul | Aviñón - Millau             | 240            | Alessandro Fantini  | Antonin Rolland |
| 13.ª    | 20 de jul | Millau - Albi               | 205            | Daan De Groot       | Antonin Rolland |
| 14.ª    | 21 de jul | Albi - Narbona              | 156            | Louis Caput         | Antonin Rolland |
| 15.ª    | 22 de jul | Narbona - Ax-les-Thermes    | 151            | Luciano Pezzi       | Antonin Rolland |
| 16.ª    | 24 de jul | Ax-les-Thermes - Toulouse   | 123            | Rik Van Steenbergen | Antonin Rolland |
| 17.ª    | 25 de jul | Toulouse - Saint-Gaudens    | 249            | Charly Gaul         | Louison Bobet   |
| 18.ª    | 26 de jul | Saint-Gaudens - Pau         | 206            | Jean Brankart       | Louison Bobet   |
| 19.ª    | 27 de jul | Pau - Burdeos               | 195            | Wout Wagtmans       | Louison Bobet   |
| 20.ª    | 28 de jul | Burdeos - Poitiers          | 243            | Jean Forestier      | Louison Bobet   |
| 21.ª    | 29 de jul | Châtellerault - Tours       | 69 (CR)        | Jean Brankart       | Louison Bobet   |
| 22.ª    | 30 de jul | Tours - París               | 229            | Miguel Poblet       | Louison Bobet   |

CR = Contrarreloj individual
CRE = Contrarreloj por equipos

## Clasificación general
| Clasificación general |                   |                  |                   |
| Ciclista              | Ciclista          | Equipo           | Tiempo            |
| --------------------- | ----------------- | ---------------- | ----------------- |
| 1.º                   | Louison Bobet     | Francia          | 130 h 29 min 26 s |
| 2.º                   | Jean Brankart     | Bélgica          | + 4 min 53 s      |
| 3.º                   | Charly Gaul       | Luxemburgo/Mixto | + 11 min 30 s     |
| 4.º                   | Pasquale Fornara  | Italia           | + 12 min 44 s     |
| 5.º                   | Antonin Rolland   | Francia          | + 13 min 18 s     |
| 6.º                   | Raphaël Géminiani | Francia          | + 15 min 01 s     |
| 7.º                   | Giancarlo Astrua  | Italia           | + 18 min 13 s     |
| 8.º                   | Stan Ockers       | Bélgica          | + 27 min 13 s     |
| 9.º                   | Alex Close        | Bélgica          | + 31 min 10 s     |
| 10.º                  | François Mahé     | Francia          | + 36 min 27 s     |